# Behemót (regény)
A Behemót (Behemoth) Scott Westerfeld ifjúsági sci-fi regénye, 2010-ben jelent meg. A könyv a Leviatán trilógia második része, és a Leviatán folytatása. Ott veszi fel a fonalat a cselekmény, ahol az első rész befejeződött.
A Behemót több elemet is vegyít. Elsődlegesen alternatív történelmi kalandregény, azon belül steampunk, de tartalmaz biopunk elemeket is a darwinista koholmányok képében, és mivel az első világháború idején játszódik, és főszereplői militaristák, ezért tekinthetünk rá military sci-fiként is.
Magyarul az Ad Astra adta ki 2013-ban. A magyar kiadás átvette Keith Thompson illusztrációit. Fordítója Kleinheincz Csilla, a borítót  Vass Richárd készítette.

## Cselekmény
|  | Alább a cselekmény részletei következnek! |

Egy ellopott hadihajó. Egy titkos küldetés. Egy világraszóló kaland. 
A Behemót a brit tengerészet legádázabb teremtménye, mely egy falással egész hadihajókat tüntet el. A darwinisták fel akarják használni a barkácsok ellen, még ha ezért azt az árat is kell fizetniük, hogy az Oszmán Birodalom is belép a háborúba. 
Deryn, a brit légierő fiúruhában szolgáló kadétja és Sándor, az álruhás osztrák–magyar trónörökös a Leviatán fedélzetén utaznak Isztambul felé. A léghajó küldetését azonban katasztrófa fenyegeti, és a két fiatal hamarosan idegen földön találja magát – magányosan, üldözőkkel a nyomukban. Sándornak és Derynnek minden ügyességükre, ravaszságukra és szövetségesükre szükségük lesz, hogy megbirkózzanak a veszedelmekkel.
|  | Itt a vége a cselekmény részletezésének! |

## Szereplők
- Sándor herceg (Prince Aleksandar): Ferenc Ferdinánd fia, az Osztrák-Magyar Monarchia trónjának várományosa. A Barkács frakcióhoz tartozik. Nemes fiatalember, ki nehezen barátkozik meg az üldözött herceg szerepével. Intelligens és jól kezeli a viharjáró masinát. Hősies attitűdje gyakran keveri őt veszélybe. Anyanyelve a német, de jól beszéli az angolt, a franciát és a latint.
- Deryn Sharp: Dylan álnéven szolgál a brit légierőnél, magát fiúnak adva ki. Gyerekkorától kezdve vonzotta az ég, és mindig is fiús lánynak számított. Mikor belép kadétként a légierőbe, mindent megtesz, hogy kiérdemelje elöljárói tiszteletét, és hogy semmiben se maradjon el a társaitól. Szerelmes Sándorba.
- Volger vadgróf: Sándort gyerekkora óta felügyeli. Politikára és vívásra oktatja. Mindig van valami terve, és igyekszik aszerint eljárni. Egyike volt azoknak, akik ellenezték Ferenc Ferdinánd házasságát.
- Dr. Nora Darwin Barlow: Charles Darwin unokájaként az egyik legkiemelkedőbb tudós vált belőle. Mindig nyitott szemmel jár; figyeli a titkokat, ravasz és sok nyelven beszél. Részt vett a Leviatán kifejlesztésében.
- Otto Klopp: Sándor gépmestere, aki a gépezetek kezelését tanítja a hercegnek. Arisztokratikus hangnemben kommunikál Sándorral még azután is, hogy a szülei meghaltak.
- Hoffman és Bauer: Sándor herceg segítői, akik a viharjáró ágyúit kezelik. Segítenek barkács eszközökkel megjavítani a Leviatánt.

### Történelmi háttér
- Az I. Oszmán szultán egy létező, HMS Agincourt típusú hajó volt, hasonlóan az SMS Goebenhez és az SMS Breslau-hoz.
- Az Egység és Haladás Pártja egy létező forradalmár csapat volt, mely 1908-ban taszította le a szultánt a trónjáról.
- Az Orient Expressz létező vonat volt, mely 2009. december 14-én indult utolsó útjára, pár héttel azután, hogy Westerfeld befejezte a regényét.

## Magyarul
- Behemót; ford. Kleinheincz Csilla; Ad Astra, Bp., 2013